# Giovani Calciatori Grifone
Giovani Calciatori Grifone – włoski klub piłkarski, mający swoją siedzibę w mieście Genua na północy kraju.

## Historia
Chronologia nazw:
- 1915: Giovani Calciatori Grifone
- 1920: klub rozwiązano

Piłkarski klub Giovani Calciatori Grifone został założony w miejscowości Genua (dzielnica Pontedecimo) w 1915 roku. W 1916 zespół startował w Coppa Liguria, gdzie zajął drugie miejsce tuż za Genoa CFC. W 1919 zespół najpierw wygrał eliminacje lokalne i w sezonie 1919/20 debiutował w Prima Categoria, zajmując trzecie miejsce w Sezione ligure. Jednak po zakończeniu sezonu klub został rozwiązany, a większość piłkarzy przeniosła się do nowo utworzonego klubu SS Giovani Calciatori z dzielnicy Bolzanetese, który startował w sezonie 1920/21 w Promozione.

## Sukcesy

### Trofea międzynarodowe
Nie uczestniczył w rozgrywkach europejskich (stan na 31-12-2016).

### Trofea krajowe
| \| \| Zdobyte trofea w rozgrywkach Włoch (stan na: 31-05-2017) \| |                                                          |      |                          |
| Rozgrywki                                                         | Osiągnięcie                                              | Razy | Sezon(y)                 |
| · Mistrzostwo                                                     | I miejsce                                                | 0    |                          |
| · Mistrzostwo                                                     | II miejsce                                               | 0    |                          |
| · Mistrzostwo                                                     | III miejsce                                              | 1    | 1921/22 (Sezione ligure) |
| · Puchar                                                          | zdobywca                                                 | 0    |                          |
| · Puchar                                                          | finalista                                                | 0    |                          |
| II liga                                                           | I miejsce                                                | 0    |                          |
| II liga                                                           | II miejsce                                               | 0    |                          |
| II liga                                                           | III miejsce                                              | 0    |                          |
| Włochy                                                            | Zdobyte trofea w rozgrywkach Włoch (stan na: 31-05-2017) |      |                          |

## Stadion
Klub rozgrywał swoje mecze domowe na boisku w dzielnicy Genui Pontedecimo.